# Republica (Transnistria)
Republica (în rusă Республика) este un partid politic din Transnistria, condus de fostul președinte transnistrean Igor Smirnov. 